# Litoria infrafrenata
La rana arborícola de labio blanco o rana arbórea gigante (Litoria infrafrenata) es una especie de anfibio anuro de la familia Hylidae.

## Distribución geográfica
Es originaria de Queensland (Australia), Aru, Timor, Halmahera, Seram, Buru, Nueva Guinea, el archipiélago Bismarck y las islas del Almirantazgo.

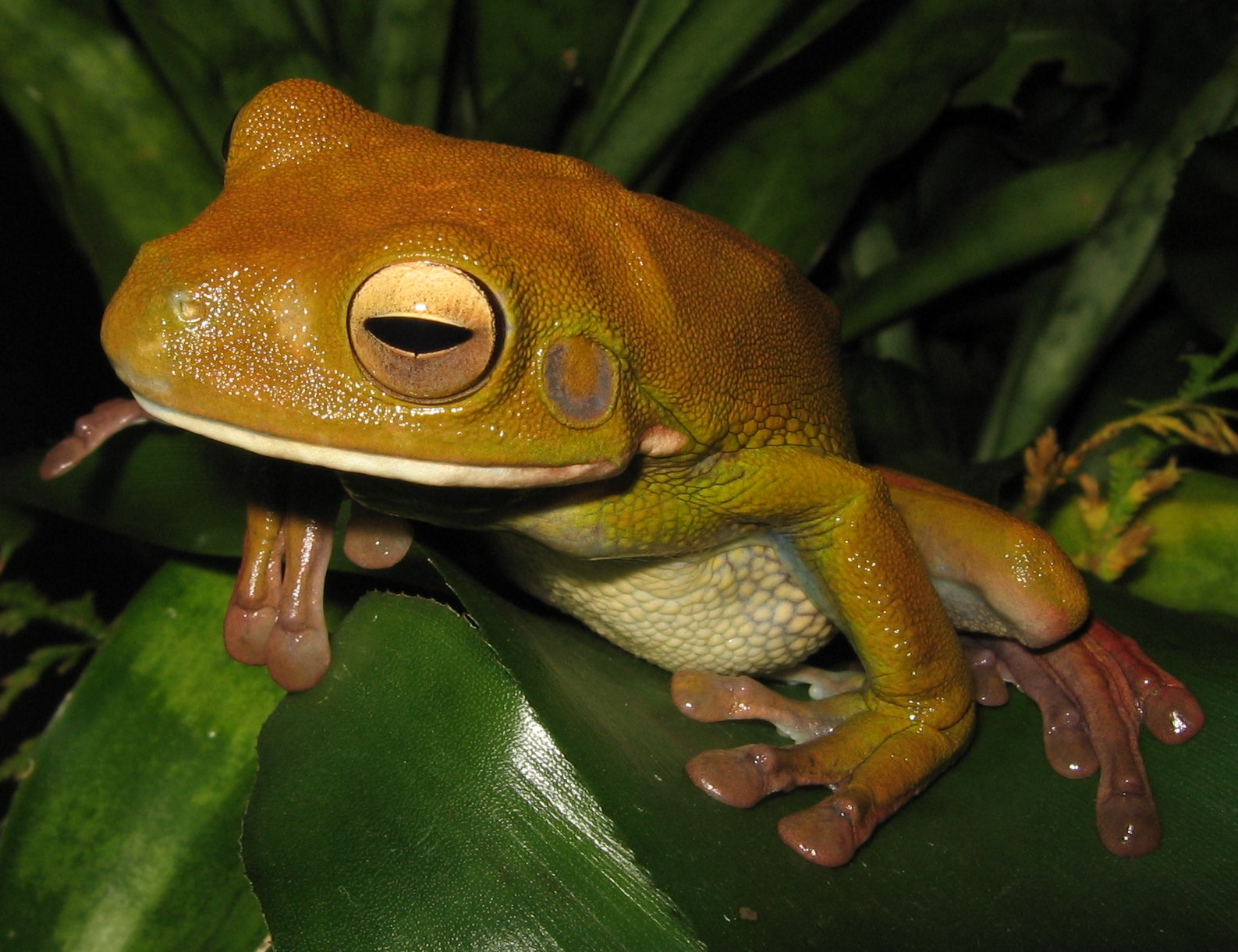
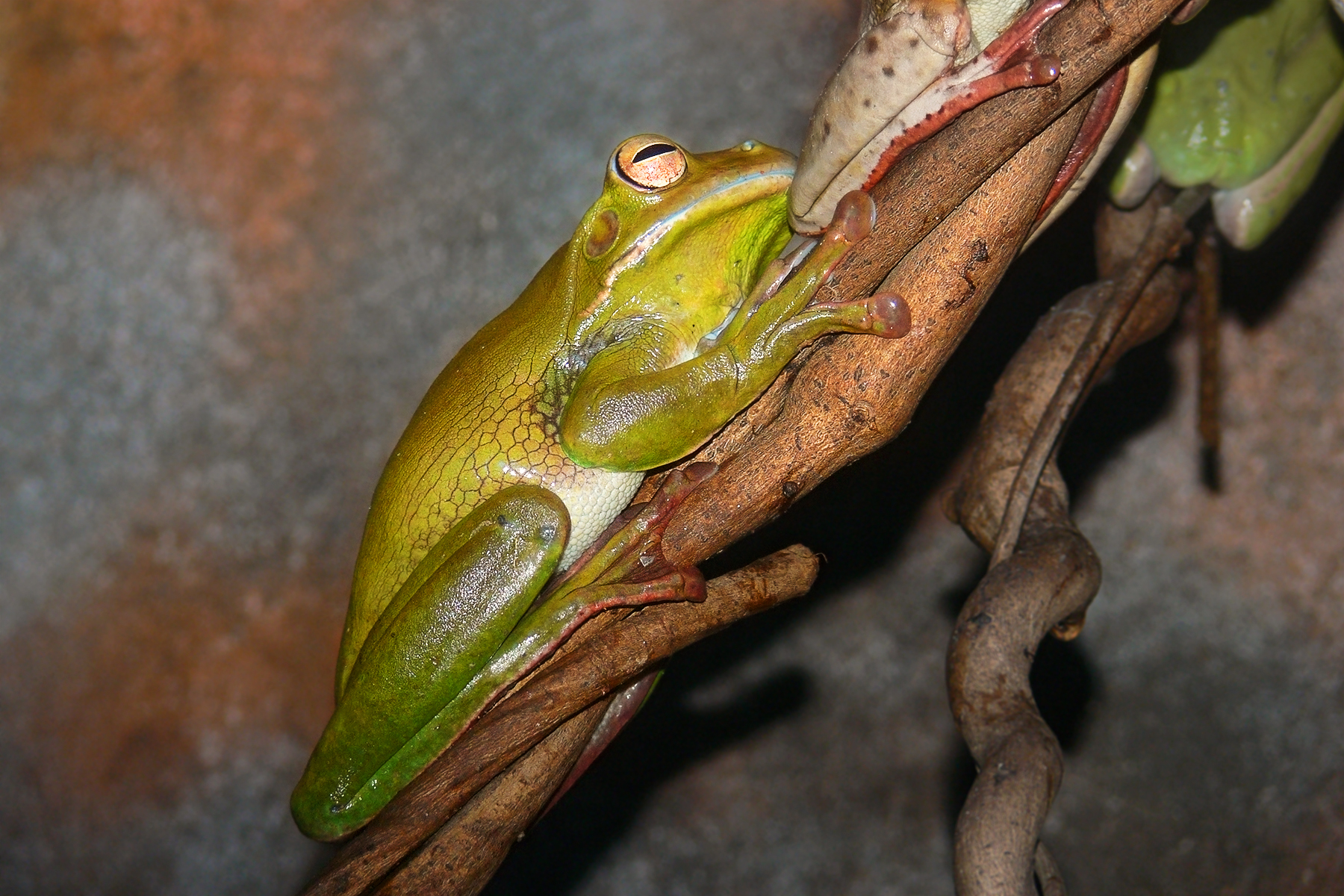
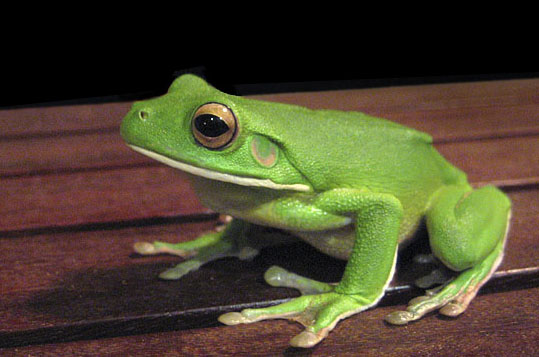
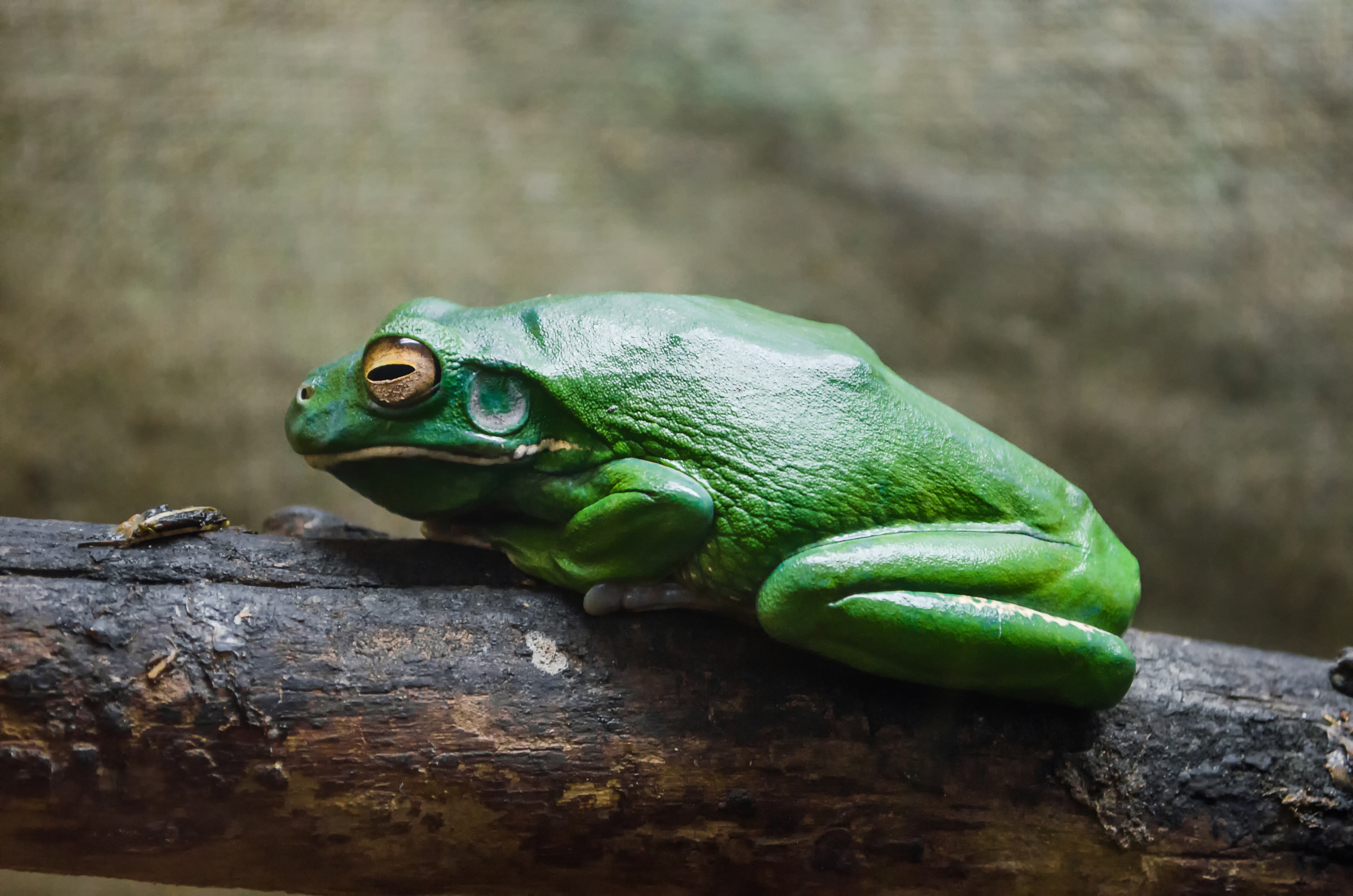